# Christian 3. af Pfalz-Zweibrücken
Christian 3. af Pfalz-Zweibrücken (tysk: Christian III. von Pfalz-Zweibrücken; født 7. november 1674 i Strasbourg, død 3. februar 1735 i Zweibrücken) var Pfalzgreve af Birkenfeld, Bischwiller og Rappoltstein. I 1731 blev han også hertug af Pfalz-Zweibrücken.

## Farfar til kongen af Bayern
Christian 3. var far til Frederik Michael af Zweibrücken-Birkenfeld og farfar til Maximilian 1. Joseph af Bayern, der blev kurfyrste af Bayern i 1799 og konge i 1805.
Alle senere konger af Bayern var efterkommere af Maximilian 1. Joseph.